# Viadukt Beckerbrücke
Der Viadukt Beckerbrücke, umgangssprachlich auch Viadukt Chemnitz oder Chemnitztalviadukt, ist eine unter Denkmalschutz stehende Eisenbahnbrücke im Stadtgebiet von Chemnitz.

## Geografische Lage
Auf der Brücke quert die Bahnstrecke Dresden–Werdau in Chemnitz die Annaberger Straße (B 95), den Fluss Chemnitz und die Beckerstraße.

## Geschichte
Die Brücke wurde zwischen 1901 oder 1903 und 1909 errichtet. Die Eisenkonstruktion lieferte die Königin Marienhütte in Cainsdorf bei Zwickau. Die Baukosten von 1.050.999 Mark übernahmen anteilig die Stadt Chemnitz und die Königlich Sächsischen Staatseisenbahnen.
Die Brücke führte ursprünglich für rund 20 Jahre vier Gleise über das Tal, dann wurden zwei Gleise stillgelegt. Nach dem Zweiten Weltkrieg kam es zur Demontage von Gleisen. Aktuell (2019) sind zwei Gleise auf der Brücke in Benutzung.
Im Rahmen größerer Neu- und Umbauarbeiten in Chemnitz war der Ersatz durch eine neue Brücke sowie der anschließende Abriss des Viadukts geplant. Dies wurde jedoch nach großen Protesten der Bevölkerung und von Fachkreisen vom Eisenbahn-Bundesamt aufgrund des Denkmalschutzes erfolgreich abgelehnt.
Die Deutsche Bahn berief einen Fachbeirat ein, der die Neuplanung des Abschnitts bei Erhalt der historischen Brücke begleiten sollte.
Seit Anfang 2022 arbeiteten die Deutsche Bahn und Denkmalbehörden gemeinsam daran, das 275 Meter lange, denkmalgeschützte Bauwerk zu restaurieren, um es den heutigen Anforderungen des Bahnverkehrs anzupassen. Die historischen Stahlträger wurden sandgestrahlt und beschichtet, während neue Stahlbetonwannen eingebaut wurden, um die Stabilität zu erhöhen und den zweigleisigen Betrieb zu ermöglichen. 
Besonderes Augenmerk lag darauf, möglichst viel der Originalsubstanz zu bewahren. Aufwendige Untersuchungen wie Ultraschall- und Röntgenprüfungen an den Bauteilen stellten sicher, dass die historischen Elemente weiterhin tragfähig sind.
Die umfassende Sanierung des Viadukts wurde im September 2024 erfolgreich abgeschlossen.
Im August 2024 gab die Stadt Chemnitz bekannt, im Anschluss an die Arbeiten am Viadukt einen neuen, verbesserten Zugang zum Stadtpark zu schaffen und bestehende Geh- und Radwege besser zu integrieren.

## Konstruktion
Die genietete Fachwerkbrücke aus Stahl ist eine Kombination aus zwei Bogenbrücken-Segmenten und mehreren Blechträger-Balkenbrücken-Segmenten. Die Brücke hat zwölf Öffnungen. Von Osten nach Westen reihen sich eine Einfeldbalkenbrücke über die Annaberger Straße (Bundesstraße 95) und ein Bogenbrückensegment über die Chemnitz aneinander, zwei Zweifeldträger schließen sich an, bevor die siebte Öffnung als Bogenbrücke die Beckerstraße überquert. Den Abschnitt zwischen dem zweiten Bogenbrückensegment und dem westlichen Widerlager füllen zwei Balkenbrückensegmente, eines davon ein Zweifeldträger, das andere ein Dreifeldträger.

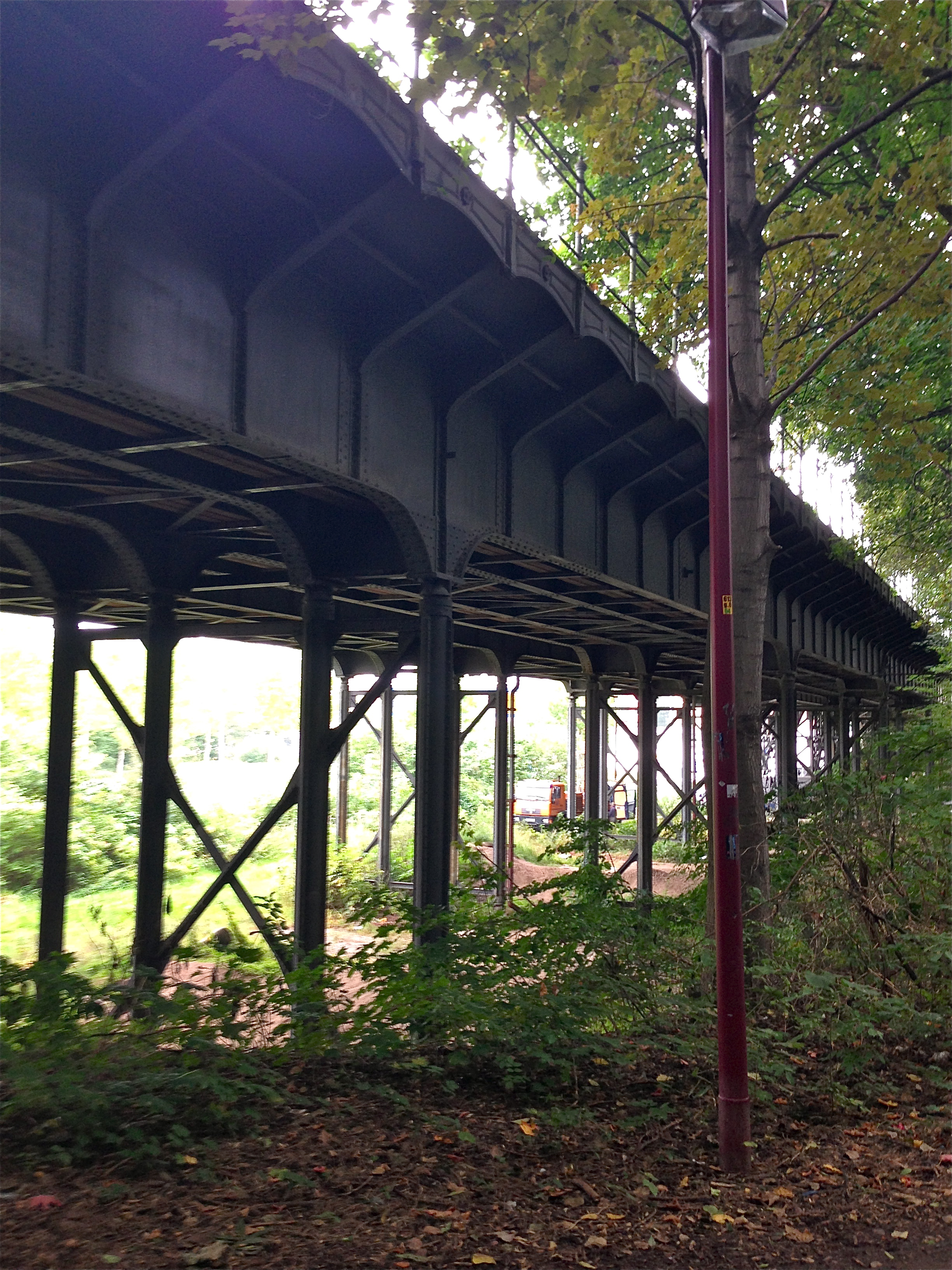
Balkenbrücken-Segment
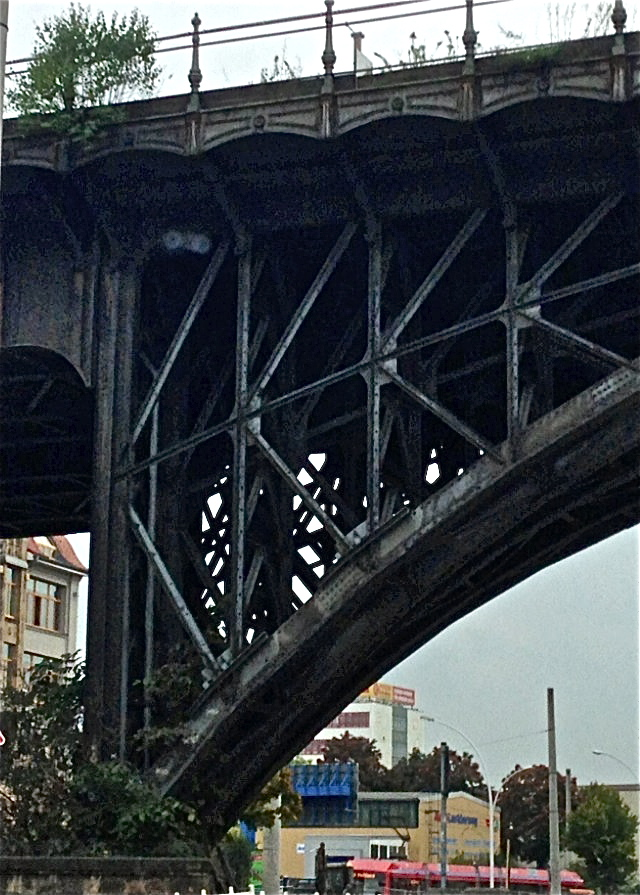
Bogenanlauf über die Chemnitz
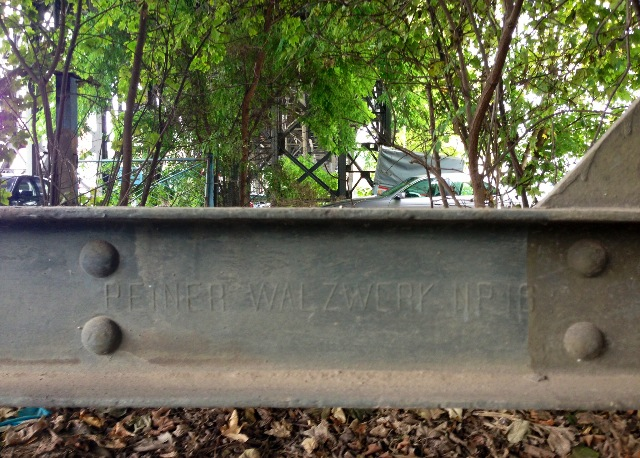
I-Träger mit Walzzeichen „Peiner Walzwerk NP 18“
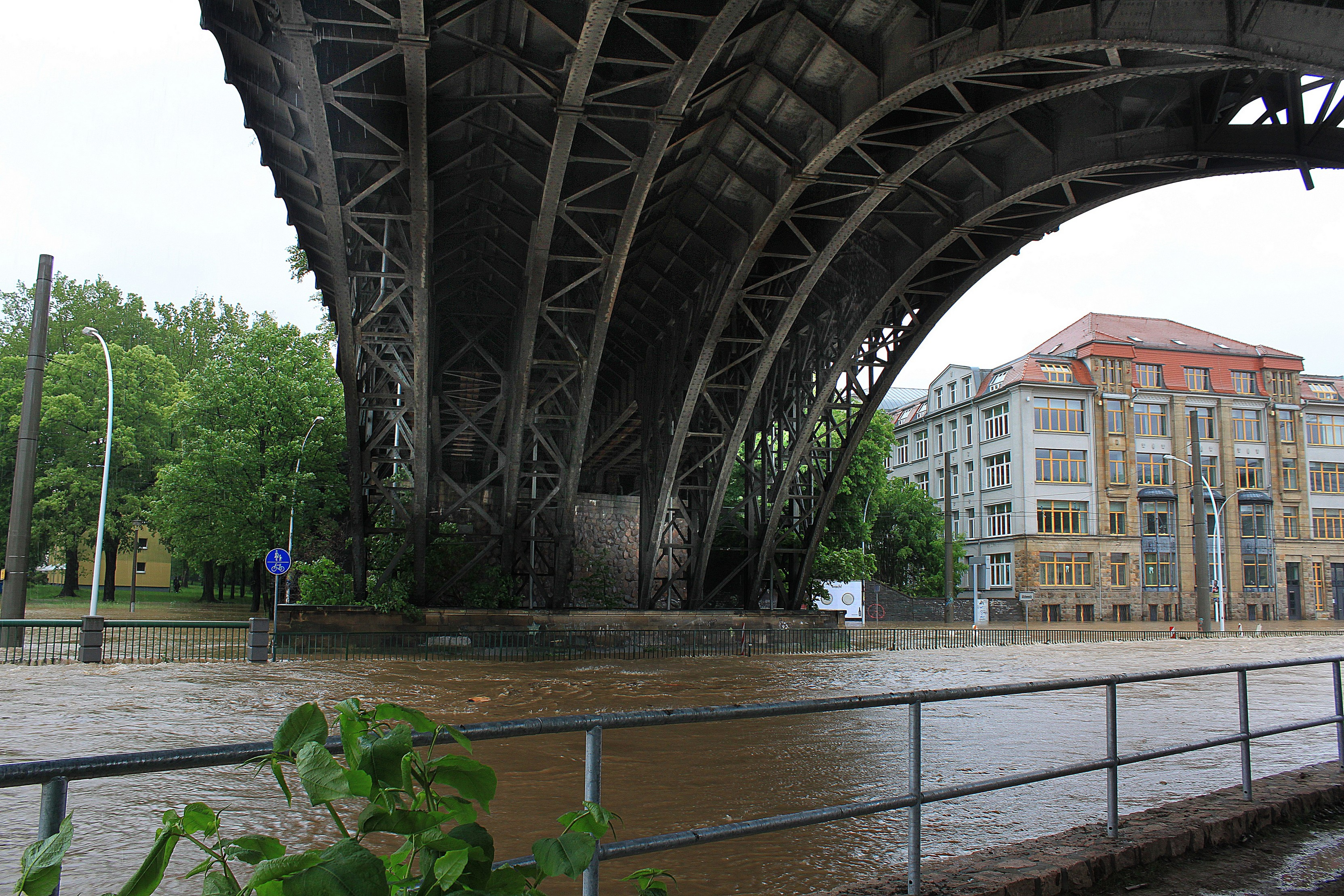
Bogenbrücken-Segment über der Chemnitz beim Hochwasser 2013
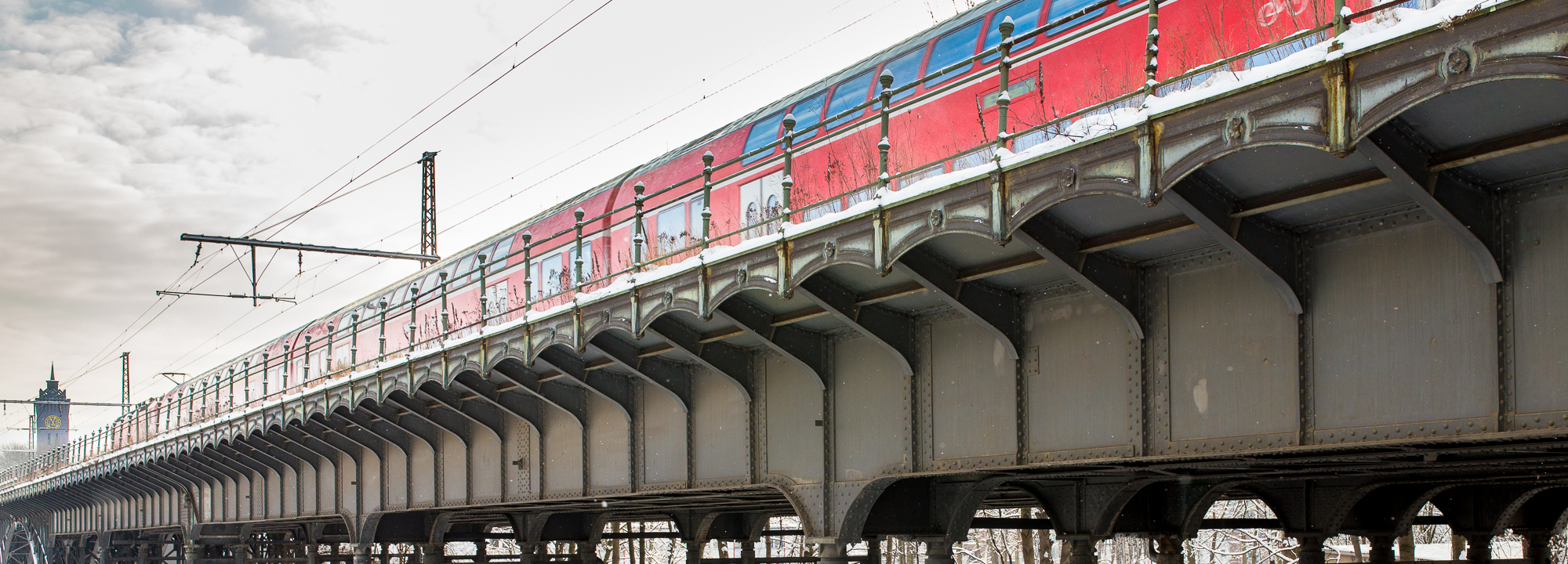
Panoramabild einer Zugüberfahrt
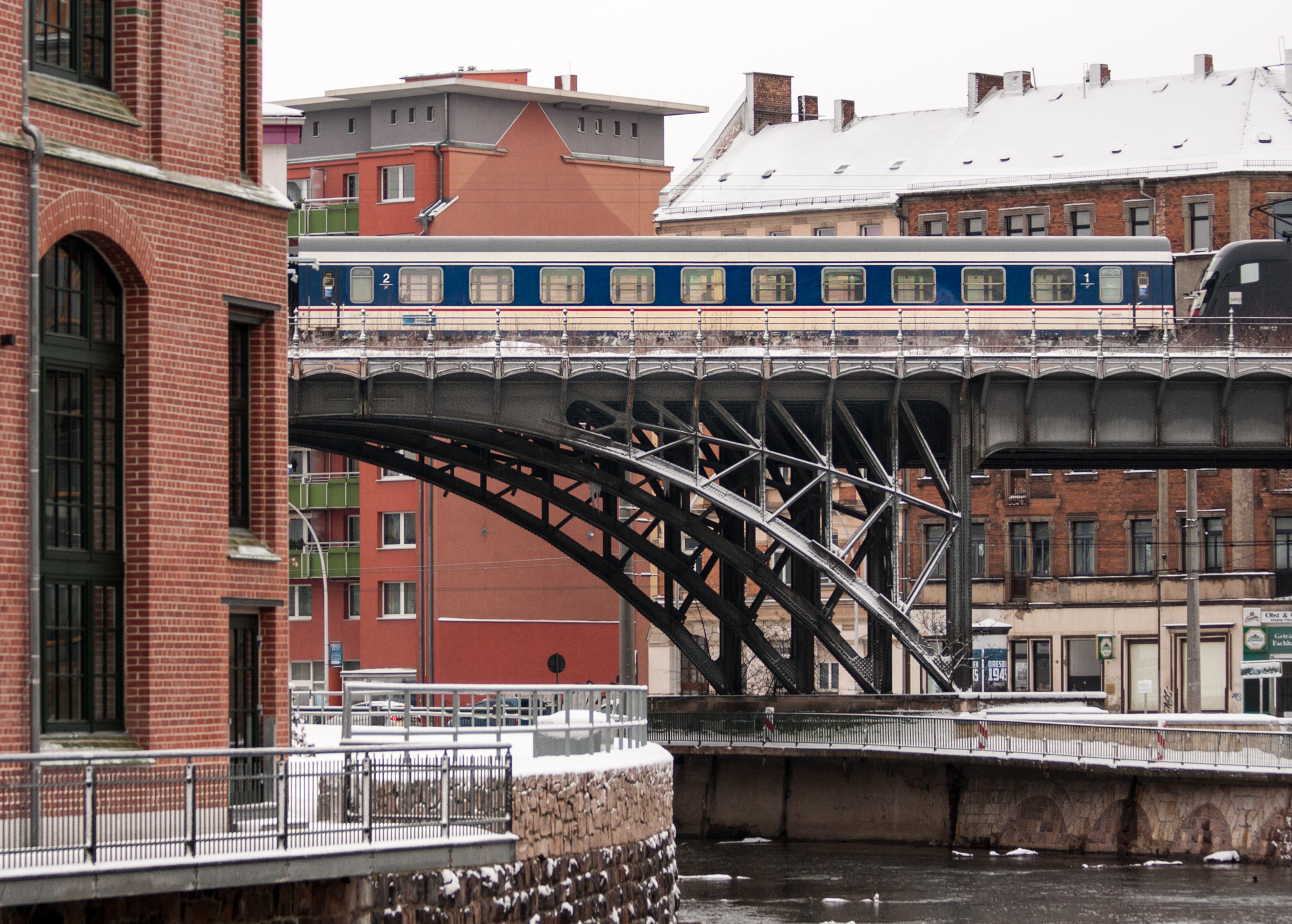
Filigrane Konstruktion des Eisenbahnviadukts über der Annaberger Straße